# Braintree (Massachusetts)
Braintree é uma cidade localizada no condado de Norfolk no estado estadounidense de Massachusetts.  No Censo de 2010 tinha uma população de 35.744 habitantes e uma densidade populacional de 947,66 pessoas por km².

## Geografia
Segundo a Departamento do Censo dos Estados Unidos, Braintree tem uma superfície total de 37.72 km², da qual 35.61 km² correspondem a terra firme e (5.59%) 2.11 km² é água.

## Demografia
Segundo o censo de 2010, tinha 35.744 pessoas residindo em Braintree. A densidade populacional era de 947,66 hab./km². Dos 35.744 habitantes, Braintree estava composto pelo 86.66% brancos, o 2.72% eram afroamericanos, o 0.17% eram amerindios, o 7.56% eram asiáticos, o 0.03% eram insulares do Pacífico, o 1.26% eram de outras raças e o 1.6% pertenciam a duas ou mais raças. Do total da população o 2.49% eram hispanos ou latinos de qualquer raça.